# Kościół św. Piotra w Lubece
Kościół św. Piotra w Lubece (niem. St. Petri zu Lübeck) – jeden z pięciu głównych kościołów na lubeckim Starym Mieście. Unikatowy kościół pięcionawowy w stylu północnoniemieckiego gotyku ceglanego. Poważnie zniszczony w czasie brytyjskiego ataku powietrznego w 1942, odbudowany w 1987 służy jako kościół Uniwersytetu Lubeckiego (założonego w 1964) i centrum kulturalne (wystawy, koncerty itp.).
Świątynia dedykowana św. Piotrowi, patronowi rybołówstwa jest jednym z głównych zabytków lubeckiego hanzeatyckiego Starego Miasta, które w 1987 r. zostało wpisane na listę dziedzictwa kulturowego UNESCO.

## Historia i architektura
Pierwsze wzmianki o kościele Św. Piotra pochodzą w 1170. W latach 1227–1250 zbudowano późnoromański trójnawowy kościół halowy (trzy nawy, cztery przęsła, trzy apsydy). Ok. 1290 powstaje trójnawowe prezbiterium. W XV w. kościół rozbudowano do jego aktualnej postaci: gotyckiego kościoła halowego o nieregularnym planie. Korpus nawowy i prezbiterium liczą pięć nawach. Trzy środkowe nawy we wschodniej stronie zamknięte są poligonalnie, pozostałe prostokątnie, ponadto od strony zewnętrznej mieszczą się czworoboczne w planie aneksy.  Od strony zachodniej wysoka wieża, mierząca 108,22 m, flankowana bocznymi aneksami, pełniąca obecnie funkcję punktu widokowego. Roztacza się stąd rozległy widok na całe lubeckie Stare Miasto i okolicę.
Podczas brytyjskiego ataku bombowego na miasto w 1942 kościół został poważnie zniszczony. Tuż po pożarze kościół służył jako lapidarium, w którym składowano fragmenty rzeźb i dekoracji z innych lubeckich kościołów zniszczonych w czasie wojny. Systematyczna odbudowa świątyni trwała do 1987, w 1962 r. przywrócono pierwotną formę wieży. Nie przeprowadzono jednak rekonstrukcji wnętrz. Przez długi okres świątynia nie spełniała swych funkcji sakralnych. Przywrócono je od 2004 r. odtąd świątynia pełni rolę kościoła uniwersyteckiego. Organizowane są tu również wystawy, koncerty i spotkania literackie.  

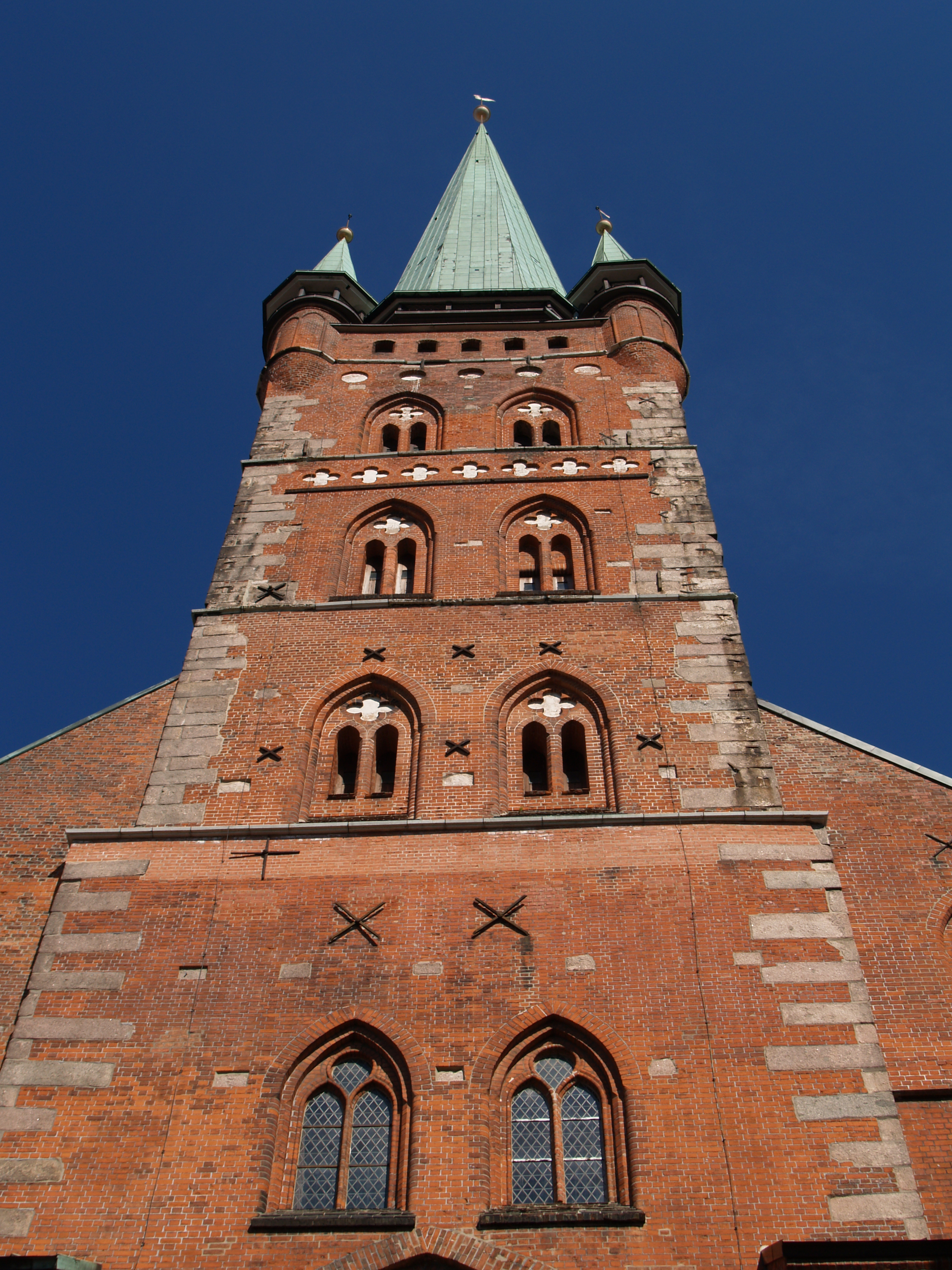
Wieża kościoła św. Piotra
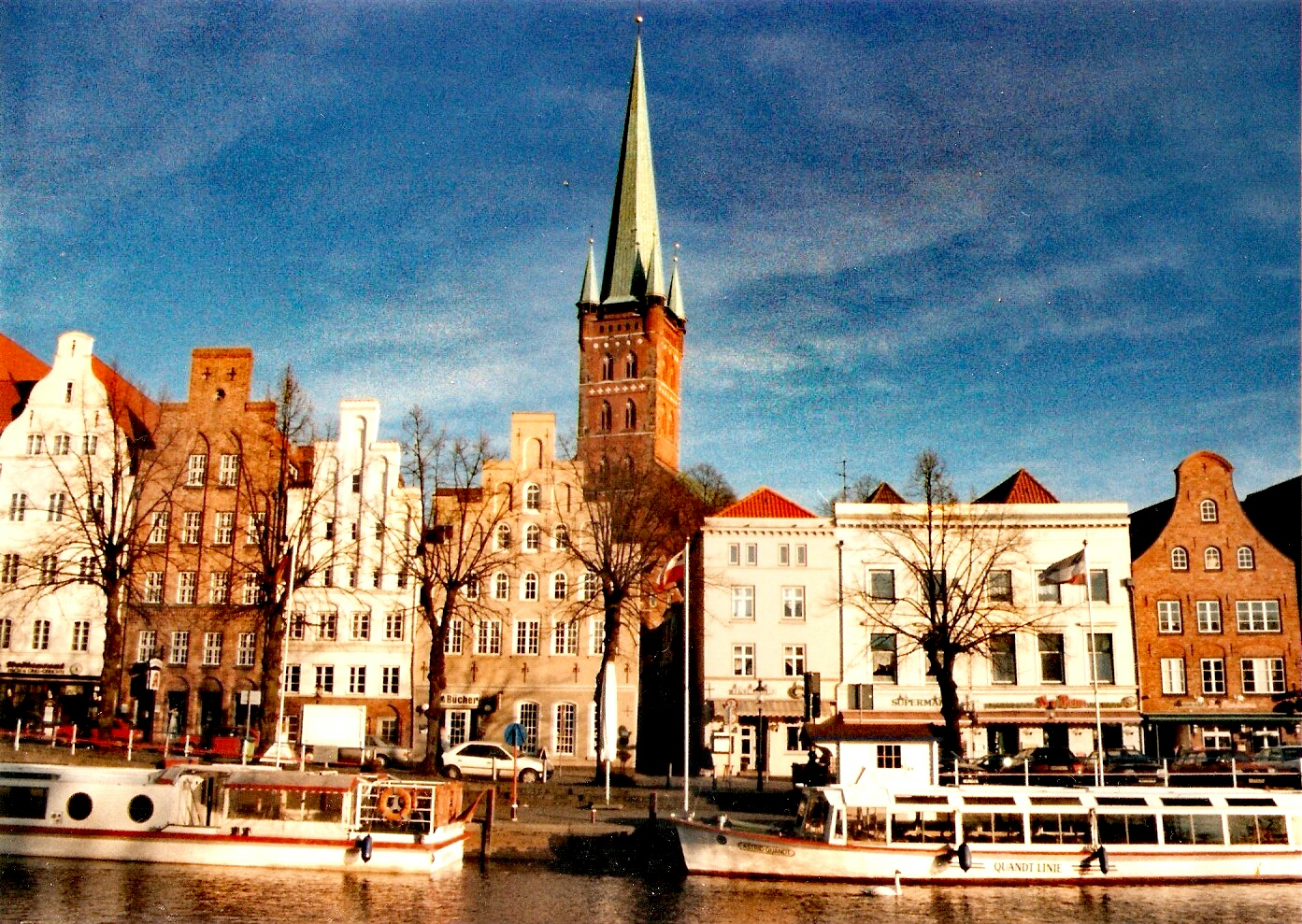
Wieża kościoła św. Piotra, widok od Obertrave